# Championnat d'Angleterre de football 1930-1931
Navigation
Édition précédente Édition suivante
La 39e édition du championnat d'Angleterre de football est remportée par Arsenal FC. C’est la première fois qu’un club londonien remporte le championnat d’Angleterre. Avec 66 points marqués Arsenal réalise une saison en tous points éclatante (la meilleure performance jusqu'à la saison 2003-04, où il ne perdent aucun match) : le club marque 127 buts dont 60 à l’extérieur (c’est un record qui tient toujours au début du XXIe siècle)  et ne perd que 4 matchs sur les 42 matchs. Le deuxième, Aston Villa est relégué à 7 points. Le double champion en titre Sheffield Wednesday complète le podium.
Blackpool FC dispute pour la première fois le championnat de première division.
Le système de promotion/relégation reste en place: descente et montée automatique, sans matchs de barrage pour les deux derniers de première division et les deux premiers de deuxième division. Leeds United et Manchester United descendent en deuxième division. Ils sont remplacés pour la saison 1931/32 par Everton FC dont la relégation en deuxième division n’aura duré qu’une année et West Bromwich Albion.
Tom Waring, joueur d’Aston Villa, avec 49 buts, termine meilleur buteur du championnat. 

## Les clubs de l'édition 1930-1931
| Club                                 | Ville               |
| ------------------------------------ | ------------------- |
| Arsenal Football Club                | Londres             |
| Aston Villa Football Club            | Birmingham          |
| Birmingham City Football Club        | Birmingham          |
| Blackburn Rovers Football Club       | Blackburn           |
| Blackpool Football Club              | Blackpool           |
| Bolton Wanderers Football Club       | Bolton              |
| Chelsea Football Club                | Londres             |
| Derby County Football Club           | Derby               |
| Grimsby Town Football Club           | Grimsby             |
| Huddersfield Town Football Club      | Huddersfield        |
| Leeds United Football Club           | Leeds               |
| Leicester City Football Club         | Leicester           |
| Liverpool Football Club              | Liverpool           |
| Manchester City Football Club        | Manchester          |
| Manchester United Football Club      | Manchester          |
| Middlesbrough Football Club          | Middlesbrough       |
| Newcastle United Football Club       | Newcastle upon Tyne |
| Portsmouth Football Club             | Portsmouth          |
| Sheffield United Football Club       | Sheffield           |
| Sheffield Wednesday Football Club    | Sheffield           |
| Sunderland Association Football Club | Sunderland          |
| West Ham United Football Club        | Londres             |

## Compétition

### Les moments forts de la saison
Manchester United détient le record du plus mauvais départ d'un championnat européen (12 défaites lors des 12 premières journées)

### Classement
Le classement est établi sur le barème de points classique (victoire à 2 points, match nul à 1, défaite à 0).
| Rang | Équipe              | Pts | J  | G  | N  | P  | Bp  | Bc  | Diff |
| ---- | ------------------- | --- | -- | -- | -- | -- | --- | --- | ---- |
| 1    | Arsenal             | 66  | 42 | 28 | 10 | 4  | 127 | 59  | +68  |
| 2    | Aston Villa         | 59  | 42 | 25 | 9  | 8  | 128 | 78  | +50  |
| 3    | Sheffield Wednesday | 52  | 42 | 22 | 8  | 12 | 102 | 75  | +27  |
| 4    | Portsmouth          | 49  | 42 | 18 | 13 | 11 | 84  | 67  | +17  |
| 5    | Huddersfield Town   | 48  | 42 | 18 | 12 | 12 | 81  | 65  | +16  |
| 6    | Derby County        | 46  | 42 | 18 | 10 | 14 | 94  | 79  | +15  |
| 7    | Middlesbrough       | 46  | 42 | 19 | 8  | 15 | 98  | 90  | +8   |
| 8    | Manchester City     | 46  | 42 | 18 | 10 | 14 | 75  | 70  | +5   |
| 9    | Liverpool           | 42  | 42 | 15 | 12 | 15 | 86  | 85  | +1   |
| 10   | Blackburn Rovers    | 42  | 42 | 17 | 8  | 17 | 83  | 84  | -1   |
| 11   | Sunderland          | 41  | 42 | 16 | 9  | 17 | 89  | 85  | +4   |
| 12   | Chelsea             | 40  | 42 | 15 | 10 | 17 | 64  | 67  | -3   |
| 13   | Grimsby Town        | 39  | 42 | 17 | 5  | 20 | 82  | 87  | -5   |
| 14   | Bolton Wanderers    | 39  | 42 | 15 | 9  | 18 | 68  | 81  | -13  |
| 15   | Sheffield United    | 38  | 42 | 14 | 10 | 18 | 78  | 84  | -6   |
| 16   | Leicester City      | 38  | 42 | 16 | 6  | 20 | 80  | 95  | -15  |
| 17   | Newcastle United    | 36  | 42 | 15 | 6  | 21 | 78  | 87  | -9   |
| 18   | West Ham United     | 36  | 42 | 14 | 8  | 20 | 79  | 94  | -15  |
| 19   | Birmingham City     | 36  | 42 | 13 | 10 | 19 | 55  | 70  | -15  |
| 20   | Blackpool           | 32  | 42 | 11 | 10 | 21 | 71  | 125 | -54  |
| 21   | Leeds United        | 31  | 42 | 12 | 7  | 23 | 68  | 81  | -13  |
| 22   | Manchester United   | 22  | 42 | 7  | 8  | 27 | 53  | 115 | -62  |

|  | Champion d'Angleterre |
|  | Relégation            |

## Bilan de la saison
| Tableau d'Honneur                    |                                    |
| Compétition                          | Vainqueur                          |
| Championnat d'Angleterre de football | Arsenal Football Club              |
| Coupe d'Angleterre de football       | West Bromwich Albion Football Club |
| Charity Shield                       | Arsenal Football Club              |

| Promotions et relégations |                                 |
| Promus                    | Everton FC West Bromwich Albion |
| Relégués                  | Leeds United Manchester United  |

## Statistiques

### Meilleur buteur
- Tom Waring, Aston Villa, 49 buts